# Distretto di Hasbaya
Il distretto di Hasbaya è un distretto amministrativo del Libano, che fa parte del governatorato di Nabatiye. Il capoluogo del distretto è Hasbaya.